# Alphonse Martin Larue
Alphonse Martin Larue, né le 15 mars 1825 à Paris et mort dans la même ville le 1er mai 1903, est un prélat français, évêque de Langres.

## Biographie
En 1845, Alphonse Martin Larue entre au séminaire diocésain où il fait de brillantes études théologiques. Il se fait remarquer par une vocation particulière pour l'éducation de l'enfance. Ordonné prêtre en 1849, il est nommé successivement vicaire à l'église Saint-Séverin, la même année, puis à l'église Saint-Sulpice de Paris en 1850, et le 4 novembre 1857 troisième vicaire de l'église Sainte-Clotilde, future basilique. Il prêche avec beaucoup de succès dans les principales églises parisiennes.
Le 26 janvier 1860, le cardinal François-Nicolas-Madeleine Morlot le nomme curé de l'église Saint-Gilles de Bourg-la-Reine (Seine, aujourd'hui  Hauts-de-Seine). Durant 18 années, il y met en pratique les enseignements des disciples du père Jean-Jacques Olier, son modèle. Le vicariat fut rétabli à Bourg-la-Reine sous son pastorat.
En 1878, il est nommé curé de l'église Notre-Dame-de-la-Nativité de Bercy à Paris. Il se dévoue avec zèle à toutes les œuvres charitables. Il fonde deux écoles libres qui accueillent un grand nombre d'enfants. Témoin de la guerre de 1870, il dut fuir la commune et rejoindre Paris pour revenir en mars 1871. En août 1878 il quitta la paroisse pour rejoindre celle de l'église Notre-Dame de Bercy,
Le 17 juin 1884, il est nommé au siège de l'évêché de Langres, rendu vacant par la mort de Guillaume-Marie Frédéric Bouange, préconisé le 13 novembre et sacré à église Saint-Louis-des-Français de Rome le 21 décembre 1884. Il démissionna le 14 décembre 1899. En 1899, il est promu archevêque titulaire de Péluse (de).
Il meurt à Paris le 1er mai 1903 et est inhumé dans la cathédrale Saint-Mammès à Langres.

## Distinction
- Chevalier de la Légion d'honneur (13 juillet 1892)[3]

## Armes
| Blason | Blasonnement : De gueules, à l'agneau pascal d'argent, la tête contournée et nimbée d'or, soutenant de la patte dextre une croix haute d'or à laquelle est suspendue une oriflamme d'argent chargée d'une croix de gueules. |